# Lamnao Singto
Lamnao Singto (Luang Prabang, 15 aprile 1988) è un ex calciatore laotiano, di ruolo attaccante.

## Carriera

### Club
Con il Provincial Electrical Authority ha giocato nel campionato di calcio thailandese, mentre con l'MCTPC ha giocato nel campionato di calcio del Laos. Attualmente milita nel Perak, squadra della Malaysia Super League.

### Nazionale
Ha esordito in nazionale nel 2004.